# Anna Bedyńska
Anna Bedyńska (* 1975) je polská fotografka a dokumentaristka. Vítězka polských a mezinárodních fotografických novinážských soutěží, včetně World Press Photo (2013).

## Životopis
Realizovala sociální projekty včetně sociálních kampaní (např. Táta v akci, Oblečení na smrt a Jděte domů, děti). V roce 2001 začala jako dobrovolnice spolupracovat s Polskou humanitární akcí. Fotografovala v Kosovu, Kazachstánu a Polsku (např. akce Večeře za zlotý). Pracovala pro redakci Gazeta Wyborcza. Přednášela novinářskou fotografii na Varšavské univerzitě. V roce 2014 se přestěhovala do Moskvy, kde absolvovala Školu dokumentárního filmu a divadla Mariny Razbezkhiny a Michaila Ugarova. Její debut (V jiném světě) získal v roce 2017 cenu Kinoproba za nejlepší studentský dokument. Je authorkou první polské reportérské knihy pro děti (Jedno oko na Maroko).
Zajímá se zejména o sociální změny v současné společnosti, roli žen v ní a také tabuizovaná témata. Její reportáž navazuje na tradici fotoeseje, která byla inspirována v 50. letech 20. století. 20. století americkým fotografem Williamem Eugenem Smithem.
Dvakrát jí byla udělena stipendia Ministerstva kultury. Stala se vítězkou World Press Photo.
Žije v Tokiu.

## Ocenění
Získala následující ocenění a vyznamenání:
- 2017: fotografie roku - Grand Press Photo
- 2017: Nejlepší studentský dokument – Kinoproba, Rusko
- 2017: Zvláštní uznání na filmovém festivalu Bosifest, Srbsko
- 2017: Grand Press Photo - první cena za portrét
- 2015: Grand Press Photo – první cena v kategorii Lidé a kultura
- 2013: World Press Photo - třetí cena za portrét
- 2013: Oceněno cenou Ministerstva kultury pro individuálního umělce roku
- 2013: Grand Press Photo - třetí cena za portrét
- 2013: BZWBK Press Photo – druhá cena za portrét
- 2009: Grand Press Photo - druhá cena za sérii o lidském životě
- 2009: BZWBK Press Photo – zvláštní cena, Stojí za to být spolu
- 2008: Grand Press Photo - druhá cena za sérii o lidském životě
- 2007: BZWBK Press Photo - třetí cena za sérii o lidském životě
- 2006: Grand Press Photo - první cena za cyklus o lidském životě - Táta v akci
- 2006: Grand Press Photo - první cena za jednu fotografii - Baby in Nature
- 2005: Grand Press Photo - fotografie roku
- 2005: BZWBK Press Photo – první cena za fotografii o lidském životě
- 2005: National Geographic - Zvláštní cena za krásu